# Biblioteca Nacional de Brasília
A Biblioteca Nacional de Brasília (BNB) ou Biblioteca Nacional de Brasília Leonel de Moura Brizola é uma biblioteca brasileira, situada na cidade de Brasília, no Distrito Federal, próxima a Rodoviária do Plano Piloto e junto ao Eixo Monumental e faz parte do Complexo Cultural da República João Herculino, também chamado Conjunto Cultural da República, localizado na Esplanada dos Ministérios.

## Histórico

### Antecedentes
O projeto de arquitetura da Biblioteca Nacional foi originalmente concebido no plano original de Brasília, assinado por Lúcio Costa no final dos anos 1950 do século passado, quando o urbanista projetou a capital federal com Oscar Niemeyer e outros arquitetos. As primeiras tentativas de sua efetiva criação remontam ao Decreto Nº 927-A, de 27 de abril de 1962, assinado pelo Primeiro-ministro Tancredo Neves, junto ao Ministério da Educação e Cultura, que constituía comissão para estudar medidas necessárias à criação, organização e instalação da Biblioteca Nacional, localizada no Rio de Janeiro. O referido decreto afirma, em suas primeiras linhas, a impossibilidade da Capital da República prescindir dos serviços de uma biblioteca de caráter nacional.
Em fevereiro de 1988, o Decreto Nº 95.713 institui a Comissão do Conjunto Cultural Federal da Capital da República para estudar as medidas necessárias à implementação e funcionamento do Conjunto Cultural que abrangeria a Biblioteca.

O arquiteto Oscar Niemeyer projetou o prédio.

### Proposta e construção
Após longo intervalo, de mais de 40 anos após o primeiro decreto, por iniciativa do Governo do Distrito Federal, inicia-se o processo de efetiva construção do conjunto cultural e é criada a comissão técnica para elaboração da estrutura organizacional de uma nova biblioteca, a Biblioteca Nacional de Brasília, como consequência da decisão de permanecer com a Biblioteca Nacional do Brasil no estado do Rio de Janeiro. Dos trabalhos dessa comissão surge uma primeira proposta concreta para a biblioteca situada no Conjunto Cultural da República, apontando quais seriam os seus princípios, os seus objetivos, as características de seu acervo e, entre outras coisas, a sua missão. O texto dessa primeira proposta aponta para a vocação de ser uma biblioteca integradora e centro irradiador de concepções e soluções exemplares para toda a nação. Como diz o documento, também deve constituir-se como centro referencial da cultura do país, atender às exigências dos cidadãos contemporâneos, sem deixar de oferecer à comunidade local atividades para o melhor aproveitamento de suas horas de lazer.

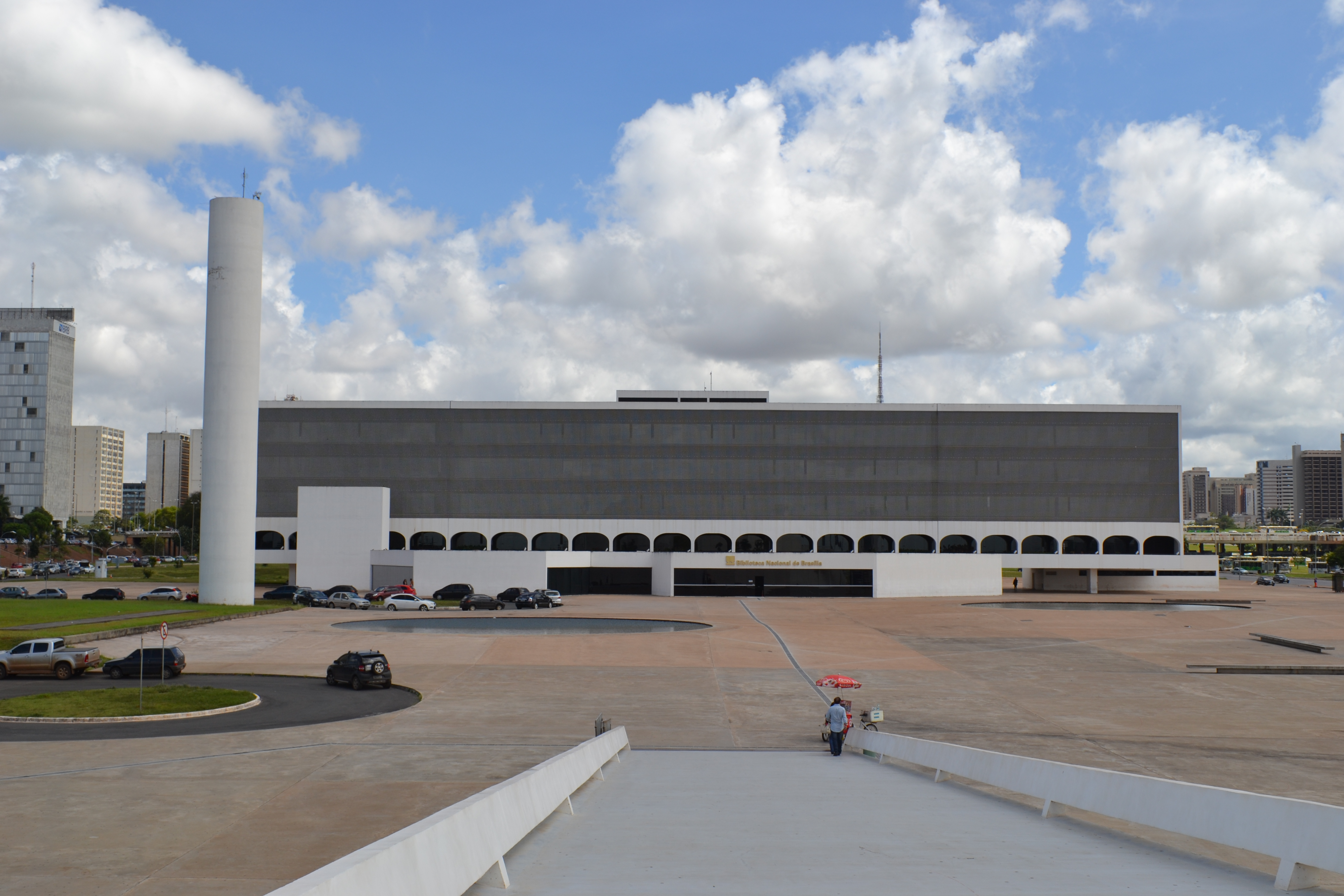
Vista de frente.

### Abertura

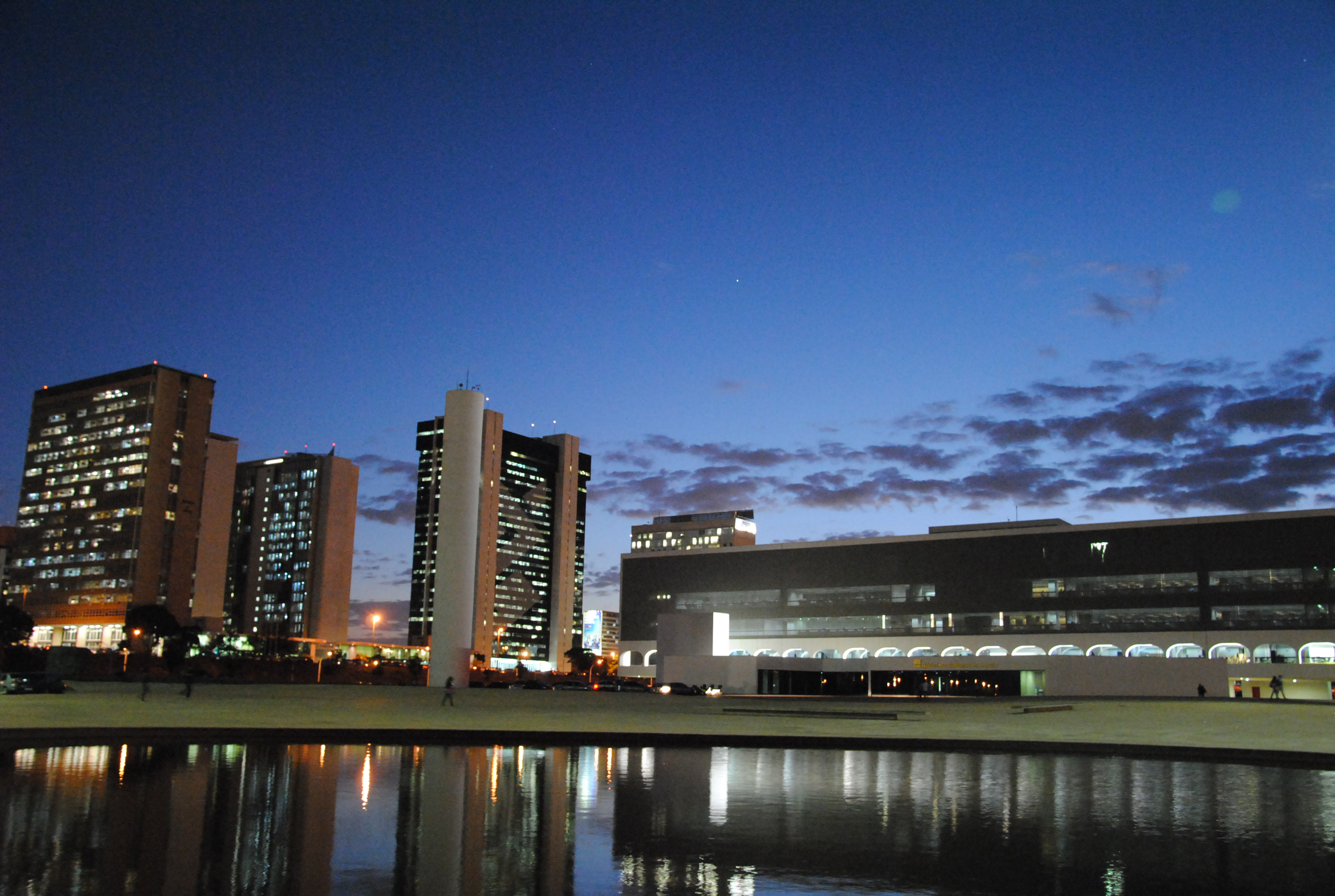
A Biblioteca a noite.

O prédio da Biblioteca Nacional de Brasília foi entregue à população no final de 2006, contudo, sem as condições adequadas para o seu funcionamento. O projeto exigiu um processo de planejamento e instalação que culminou com a abertura ao público, em 12 de dezembro de 2008.
No período entre a entrega do prédio da Biblioteca Nacional de Brasília à população (2006) e a sua abertura à frequentação pública (2008), foi criada, por meio do Decreto Nº 27.796, de 20 de março de 2007, a Comissão Intergovernamental do Conjunto Cultural da República, que ficou responsável por discutir e apresentar propostas em relação à programação de uso público do Museu Nacional e da Biblioteca Nacional de Brasília.
A implantação da Biblioteca Nacional de Brasília contou com um convênio com o Ministério da Ciência, Tecnologia e Inovação (MCTI), através do Instituto Brasileiro de Informação em Ciência e Tecnologia (IBICT) e da Rede Nacional de Pesquisa (RNP), em estreita colaboração com o corpo gestor da BNB, apoiada pela Secretaria de Estado de Cultura do Distrito Federal (SeCult DF).

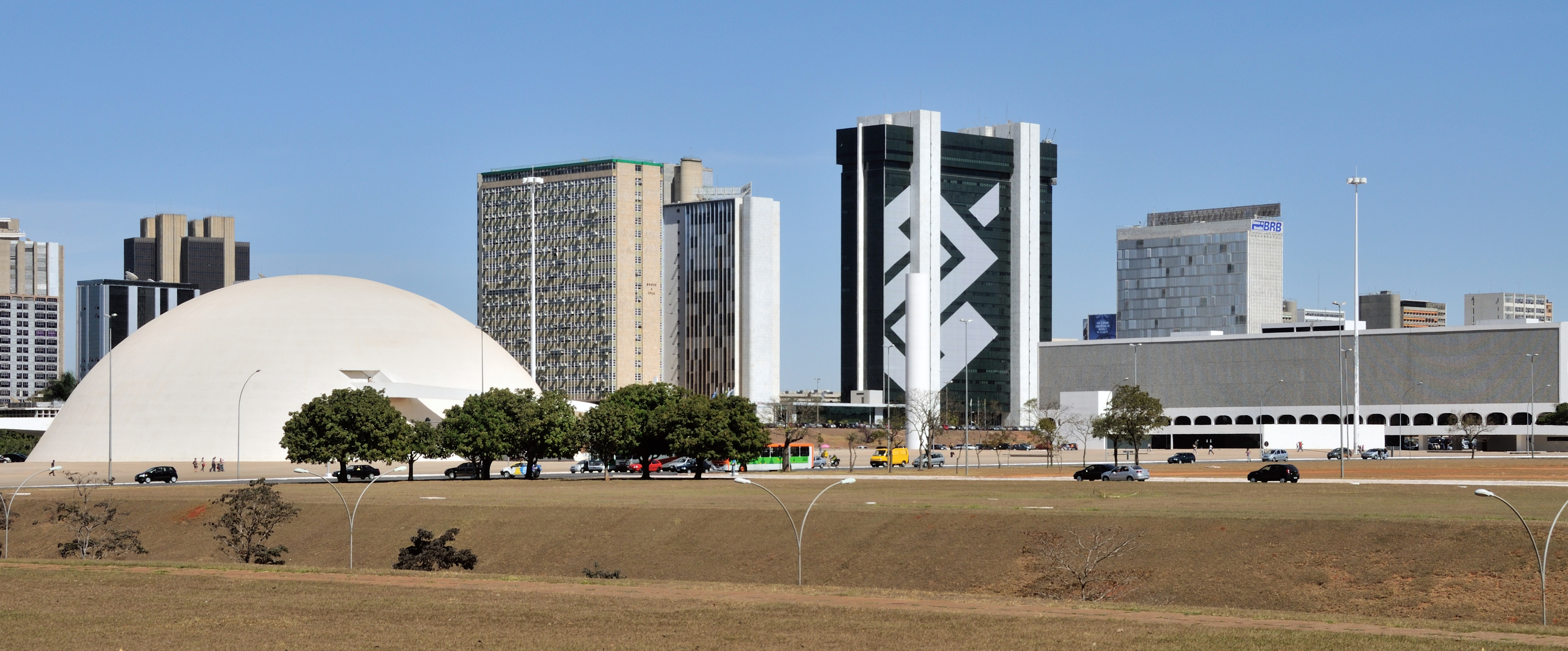
A Biblioteca fica no Setor Cultural Sul, junto com o Museu Nacional, com o qual forma o Complexo Cultural da República.

### Lista de diretores
- Antonio Lisboa Carvalho Miranda, (2007 a 2011 e de 2015 - 5/2016).[4]
- Yuri Guimarães Barquette Batista, (4/2012 a 1/2015)[5]
- Carlos Alberto Ribeiro De Xavier (5/2016 a 12/2018). O Conselho Federal de Biblioteconomia moveu uma Ação Civil Pública, e obteve êxito, contra a nomeação do mesmo com base na Lei federal nº 4.084, de 30 de junho de 1962, que diz que “só pode dirigir uma biblioteca aqueles que tiverem formação em Biblioteconomia”.[6]
- Marmenha Maria Ribeiro do Rosário (07/2019[7] a 11/2019).[8]
- Sharlene Gonçalves de Araújo (12/2019[9] [10] [11] [12] a 07/2020)
- Elisa Raquel Sousa Oliveira 13 de julho de 2020[13]

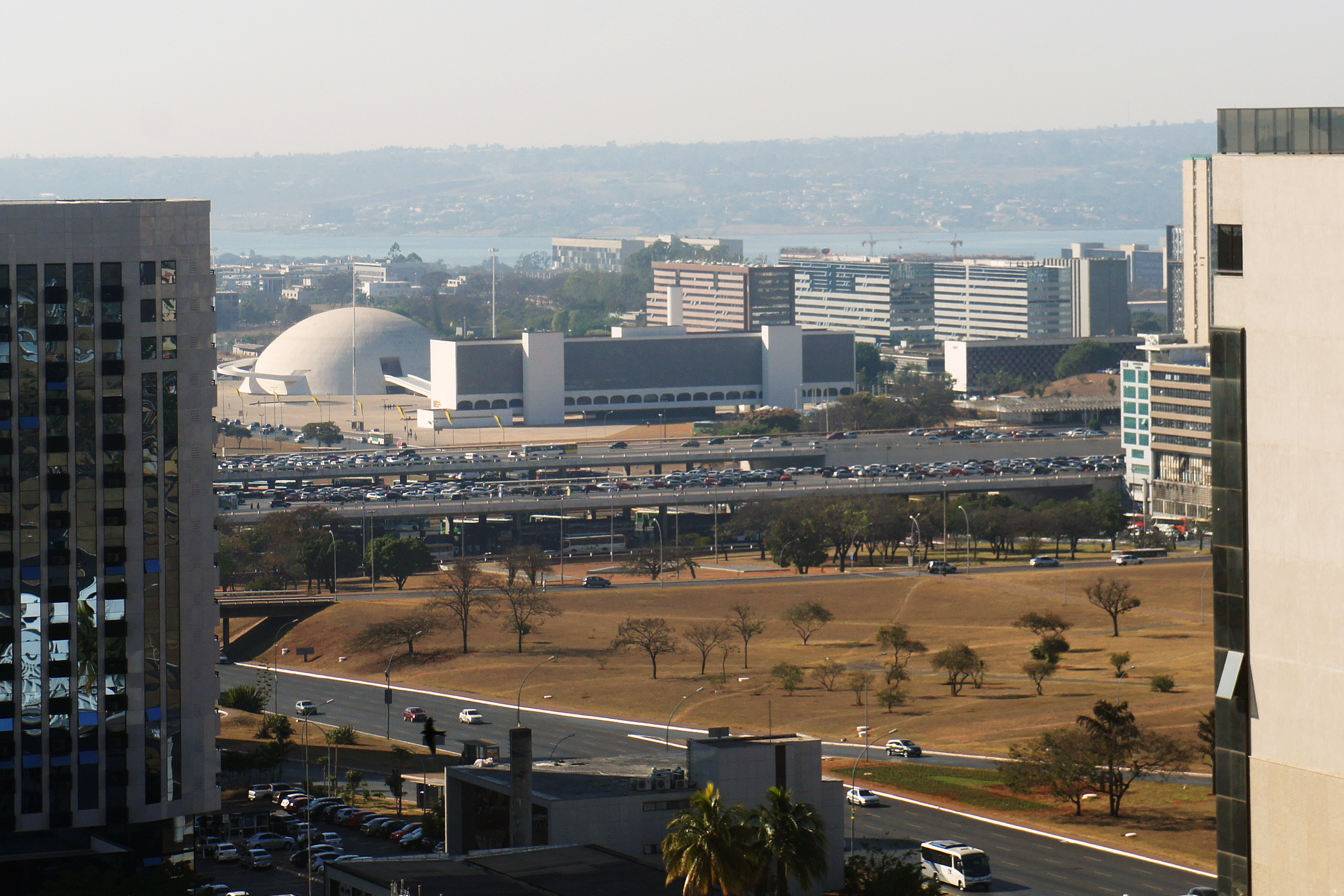
A Biblioteca Nacional e a Rodoviária do Plano Piloto.

## Moderna Biblioteca Nacional
A Biblioteca Nacional de Brasília desempenha e enfatiza as funções de acesso e atendimento ao público usuário, atendendo à comunidade local por meio de ações que se vinculam ao Sistema de Bibliotecas Públicas do Distrito Federal;  atua fundamentalmente como biblioteca pública integradora e centro referencial de cultura, informação e convivência, irradiando concepções e soluções exemplares para toda a nação, inserindo-se, assim, na moderna perspectiva de Biblioteca Nacional
Dessa forma, além de manter a herança cultural da nação, com uma Coleção dirigida a pesquisadores e estudiosos, a biblioteca está voltada para o atendimento a todos os cidadãos.

## Acervo

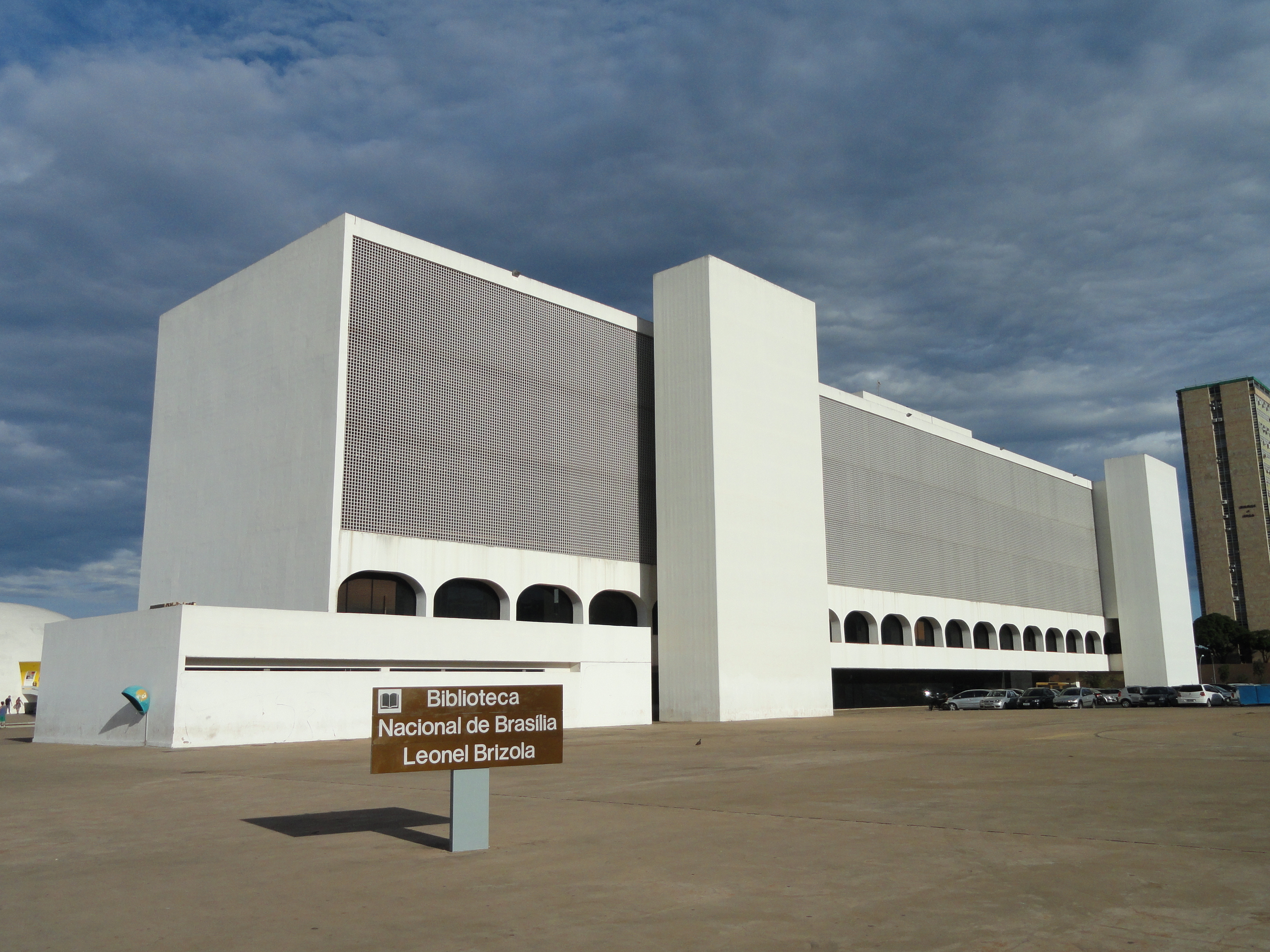
A Biblioteca Nacional homenageia Leonel de Moura Brizola em seu nome.

Até o término do ano de 2012, seu acervo era composto e desenvolvido exclusivamente a partir de doações, com destaque para as obras dos acervos particulares do poeta, ensaísta e tradutor Aricy Curvello e da poetisa Marly de Oliveira. Em janeiro de 2013, foi autorizado a liberação de R$ 413 mil para a compra de livros para a BNB, com base em estudos e levantamentos feitos por seus servidores. Obras que compõem a Coleção Popular Geral (COPOG) estão disponíveis para empréstimos. São cerca de 25 mil exemplares que contemplam várias áreas do conhecimento. O catálogo da biblioteca está disponível para consulta on-line  A BNB também disponibiliza uma Biblioteca Digital, que busca conteúdo em universidades, instituições de tecnologia e repositórios de pesquisa.

## Denominação
Pela lei do  Nº 3.699, de 10 de novembro de 2005, sancionada pelo então governador Joaquim Roriz concedeu-se a denominação personativa de Biblioteca Nacional Leonel Brizola.

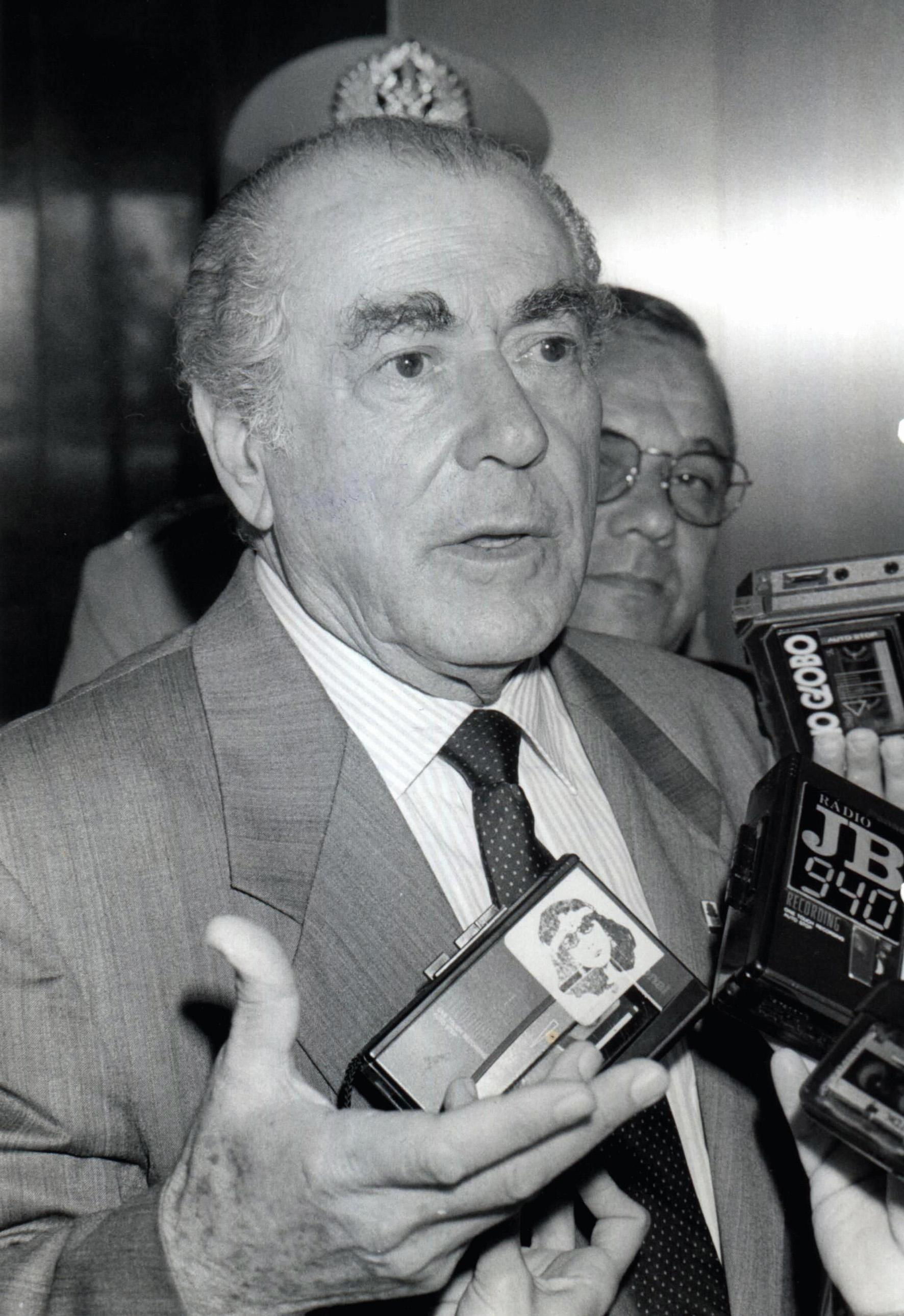
Homenagem ao estadista Leonel de Moura Brizola, com desenho arquitetônico que remete as CIEPs.

| “ | Art. 2º Fica a Biblioteca do Complexo Cultural da República denominada de Biblioteca Leonel de Moura Brizola. | ” |